# سكوت ساندرز
سكوت ساندرز (بالإنجليزية: Scott Sanders)‏‏ (1945 في ممفيس، تينيسي - ) روائي من الولايات المتحدة.

## الجوائز
- زمالة غوغنهايم
- زميل الأكاديمية الأمريكية للفنون والعلوم